# Duckie Thot
 (avril 2018).
Si vous disposez d'ouvrages ou d'articles de référence ou si vous connaissez des sites web de qualité traitant du thème abordé ici, merci de compléter l'article en donnant les références utiles à sa vérifiabilité et en les liant à la section « Notes et références ».
 (juillet 2018).
Nyadak Duckie Thot est une mannequin australienne d'origine sud-soudanaise née le 23 octobre 1995 , à Melbourne, Australie.
Elle est la sœur cadette de la youtubeuse australo-soudanaise Nikki Thot, elle fait partie d'une fratrie de sept frères et sœurs. 
Elle a participé à la saison 8 d'Australia's Next Top Model où elle accéda à la troisième marche du podium et obtenu la chance de pouvoir être représentée par l'agence Elite Model Management New York. 
En 2016, elle a fait partie de la campagne publicitaire des cosmétiques Path McGrath Labs. Depuis 2017, elle est l'égérie de la marque de cosmétique Fenty Beauty créée par Rihanna.